# Itália nos Jogos Olímpicos de Inverno de 1928
A Itália competiu nos Jogos Olímpicos de Inverno de 1928, realizados em St. Moritz, Suíça.